# Údlice

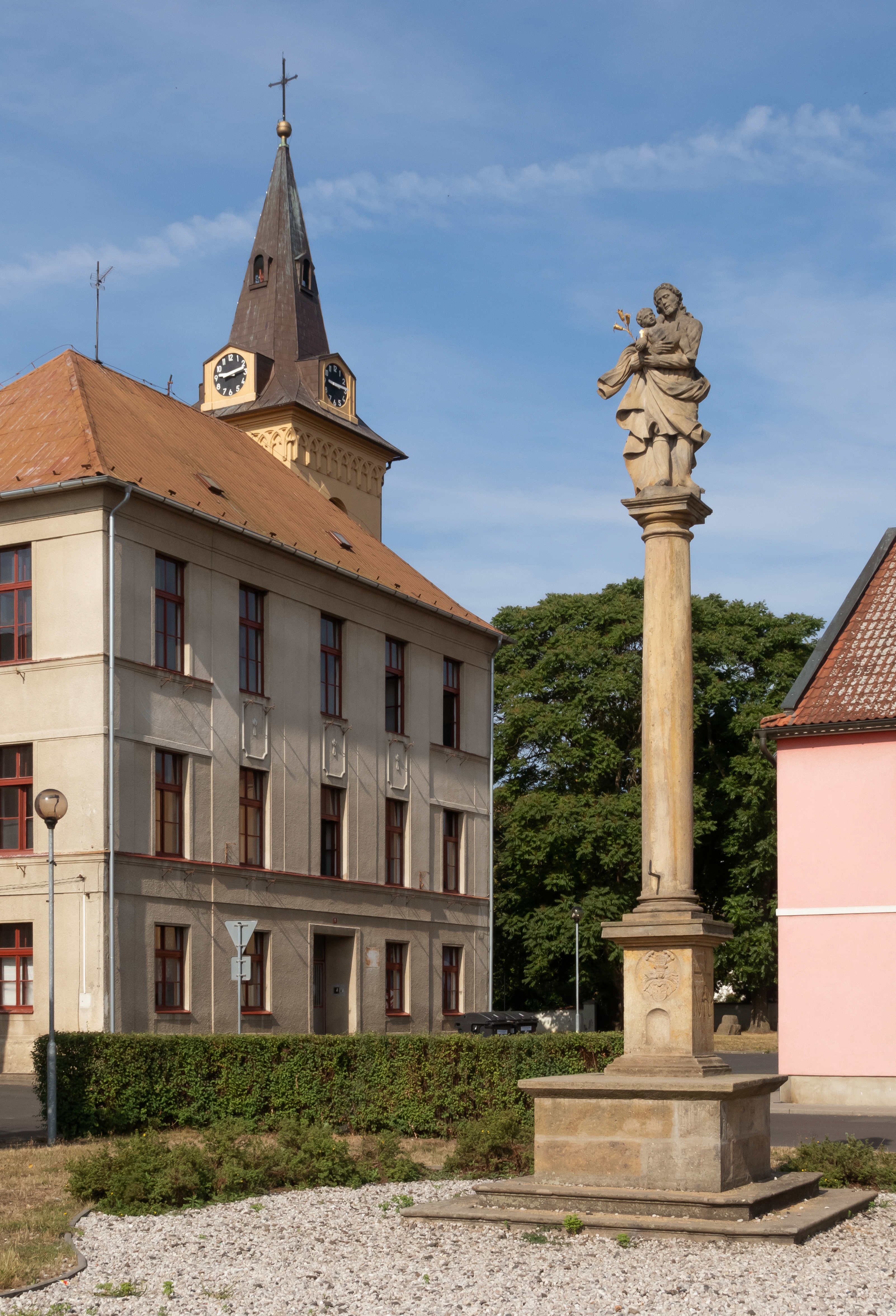
Údlice (Eidlitz), Säule mit einer Statue des Heiligen Josef

Údlice (deutsch Eidlitz) ist eine Gemeinde im Okres Chomutov in Tschechien.

## Geographische Lage
Die Ortschaft liegt in Nordböhmen südöstlich von Chomutov (Komotau) am Komotauer Bach.

## Gemeindegliederung
Die Gemeinde Údlice besteht aus den Ortsteilen Přečaply (Pritschapl) und Údlice (Eidlitz), die zugleich Katastralbezirke bilden.

## Geschichte von Eidlitz

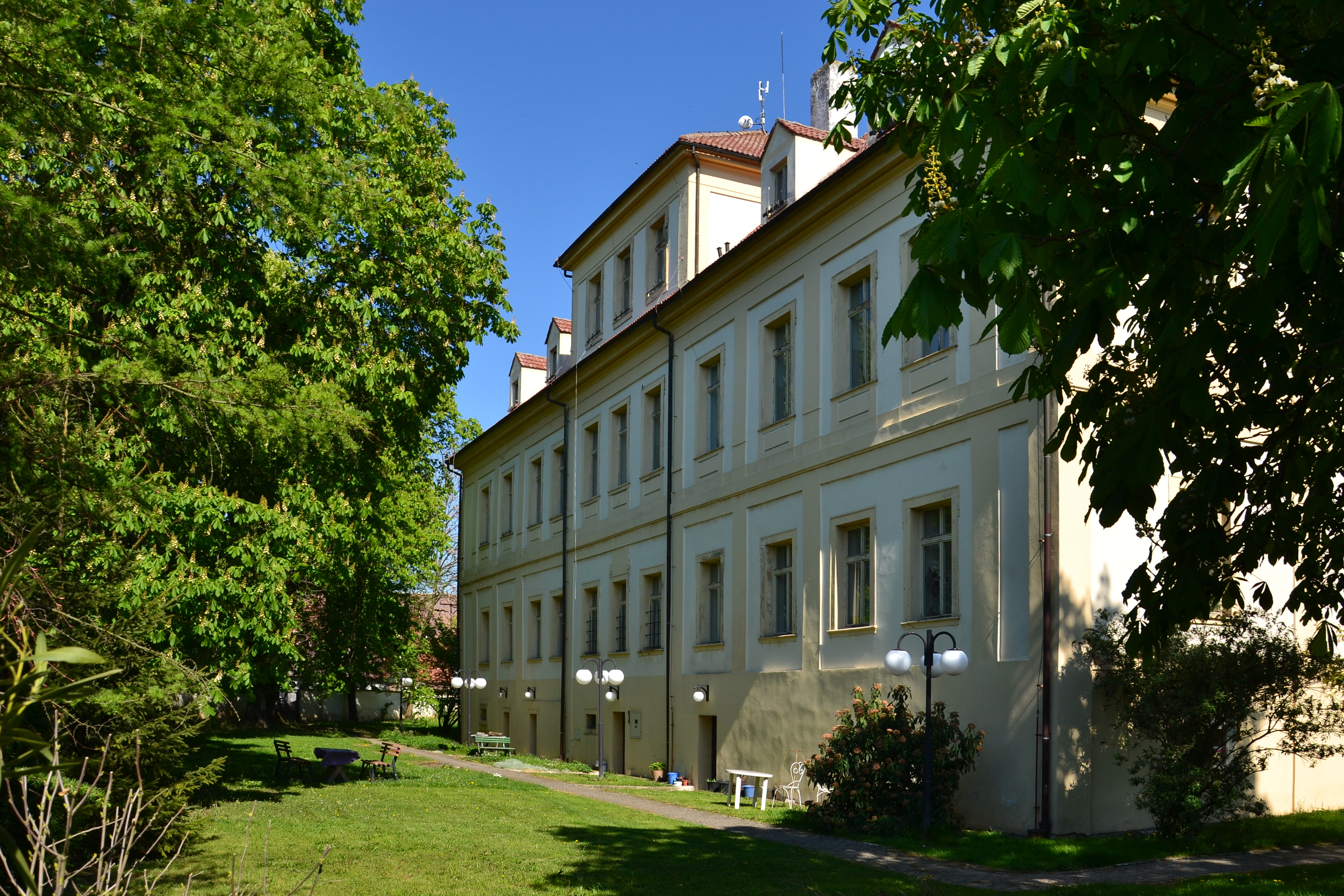
Schloss Eidlitz

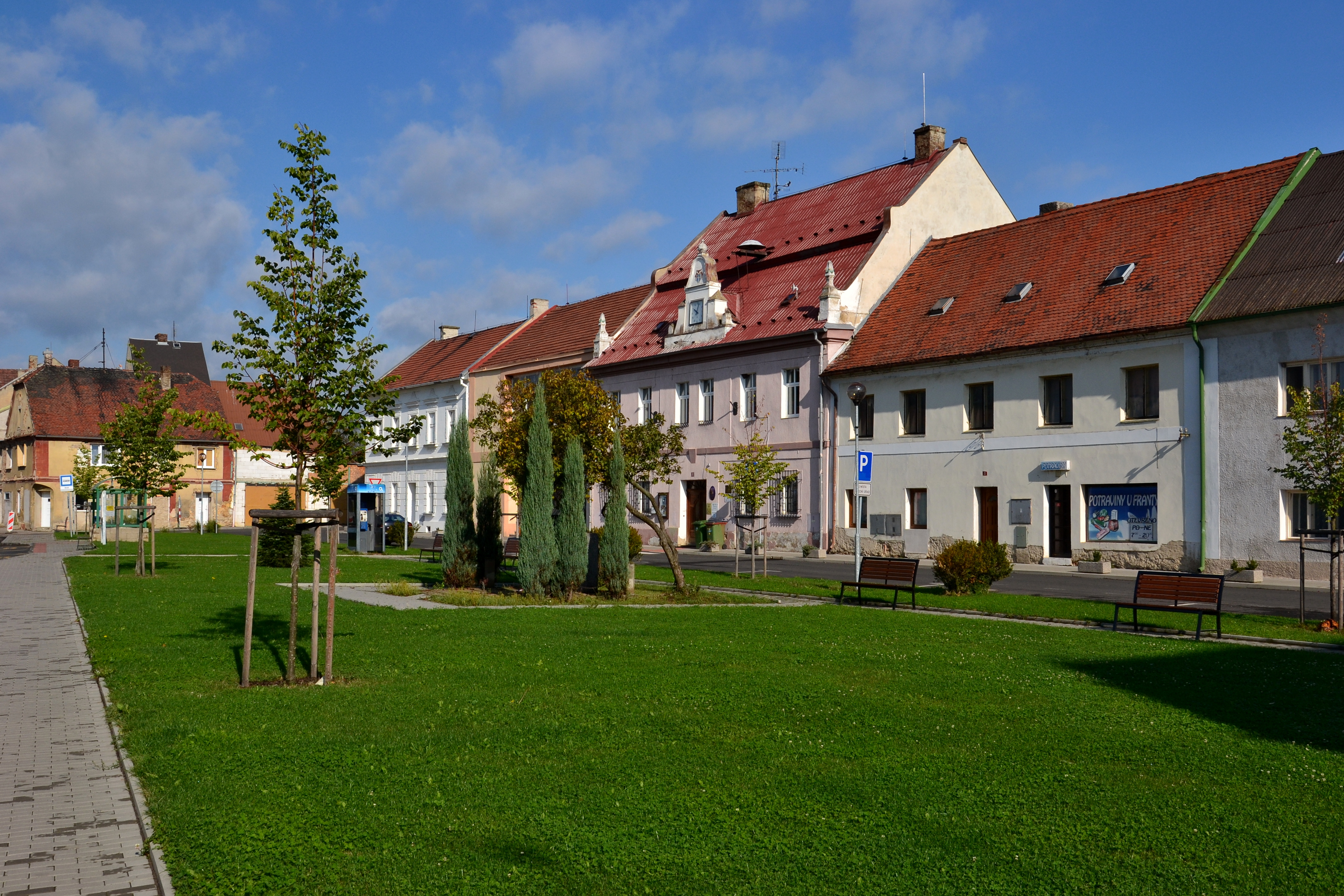
Dorfplatz

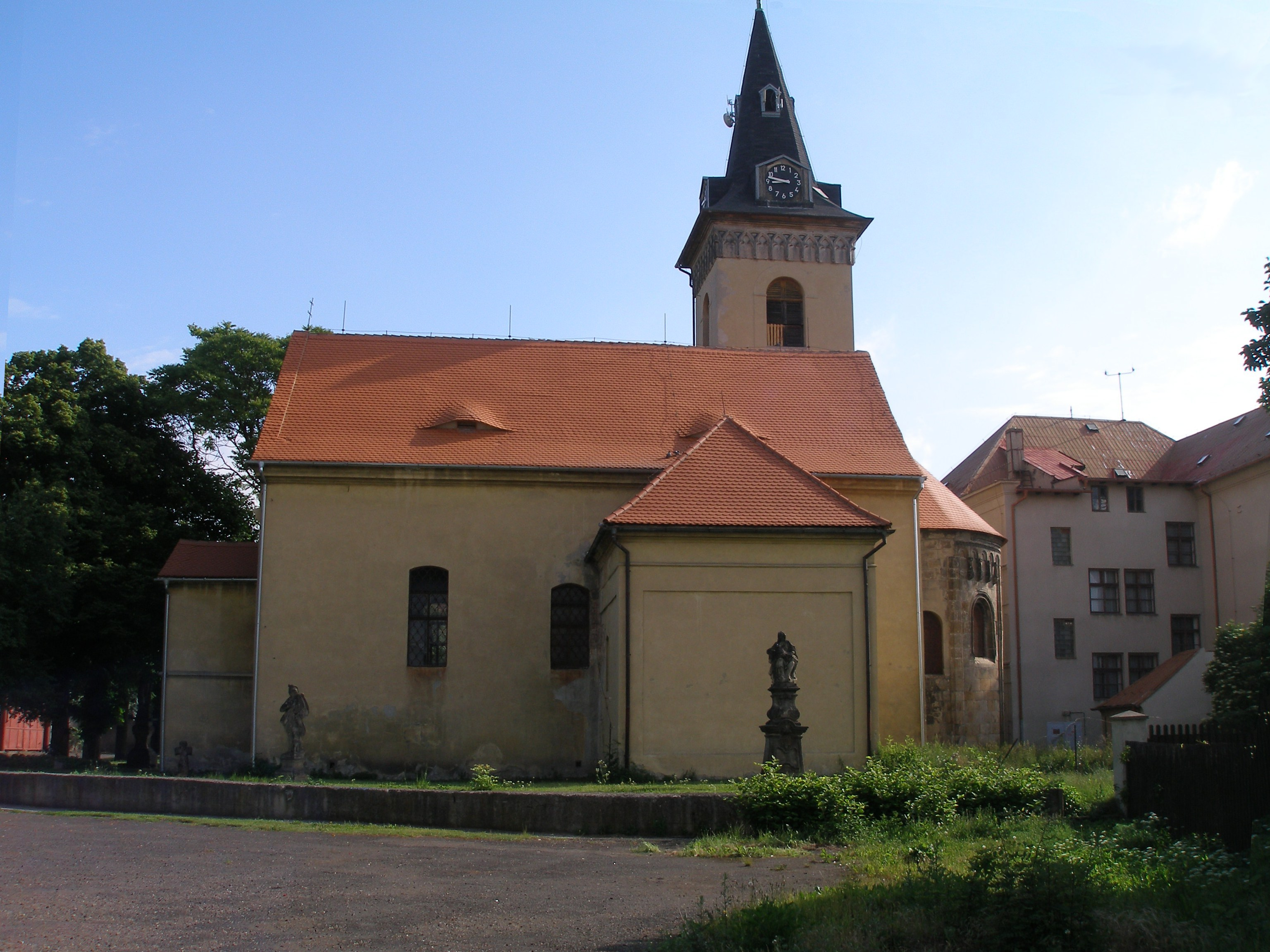
Pfarrkirche Eidlitz (Südseite)

Die Ortschaft hat ihren Ursprünge im 12. Jahrhundert, in dem sie vermutlich zum Benediktinerkloster Teplitz gehörte. Als die ältesten Eigentümer sind in den Annalen der Gemeinde die Brüder Friedrich und Dietrich von Schönburg aufgeführt. 1295 erstellten sie ein Verzeichnis, in dem Verkäufe von Orten an deutsche Ritter festgehalten wurden.
Bis Mitte des 14. Jahrhunderts gehörte das Dorf Jan Haugwitz. 1446 kauften es Mikuláš und Jan von Lobkowitz. Das Geschlecht der Lobkowitz hielt Eidlitz bis Ende des 16. Jahrhunderts. 1469 wurde die Ortschaft von König Georg von Podiebrad zum Marktflecken erklärt. 1539 erfolgte die Erhebung zur Stadt. Von 1594 bis 1606 war Eidlitz unter der Leitung der königlichen Kammer. Am 19. Dezember 1605 ging es an Adam Hrzan von Harasov über. Die nächsten 250 Jahre war der Ort unter dem Einfluss der Herren auf Rothenhaus. Das Schloss ist 1692 bis 1695 vom Grafen Ernst Karl Hržan von Harras erbaut worden.
Den Errichtungsbüchern zufolge bestand schon 1370 eine Filialkirche in Eidlitz. Von 1609 bis 1620 war sie mit protestantischen Pfarrern besetzt. 1672 wurde die Kirche neu errichtet und bei dieser Gelegenheit beträchtlich erweitert. 1789 wurde sie zur Pfarrkirche erhoben.
1620 wurde das Dorf von 100 bayerischen Reitern überfallen und ausgeraubt. Anschließend zündeten sie die Kirche und das Schloss an. Die schlimmste Zeit erlebte die Gemeinde während des Dreißigjährigen Krieges, als sie mehrmals von Schweden ausgeraubt wurde. 1625 starben 350 Menschen an Cholera.
1790 wurde die Stadt zur freien Königsstadt. 1848 übernahm Komotau die Verwaltung. Im Laufe des 18. Jahrhunderts überwog noch die Landwirtschaft. Nach und nach kamen jedoch weitere Gewerbebetriebe hinzu, eine Zuckerfabrik, eine Keramikfabrik, ein Bergwerk. Zu dieser Zeit lebten in der Stadt etwa 2000 Einwohner. 1863 wurde im Ort ein Postamt eingerichtet, 1895 das Telegrafenamt, und 1912 wurde es an das Stromnetz angeschlossen. 
Bis zum Zweiten Weltkrieg lebten im Ort überwiegend Deutsche. Aufgrund des Münchner Abkommens gehörte Eidlitz von 1938 bis 1945 zum Landkreis Komotau, Regierungsbezirk Aussig, im Reichsgau Sudetenland des Deutschen Reichs.
Nach Ende des Zweiten Weltkriegs  kamen tschechische und slowakische Siedler.

## Pritschapl

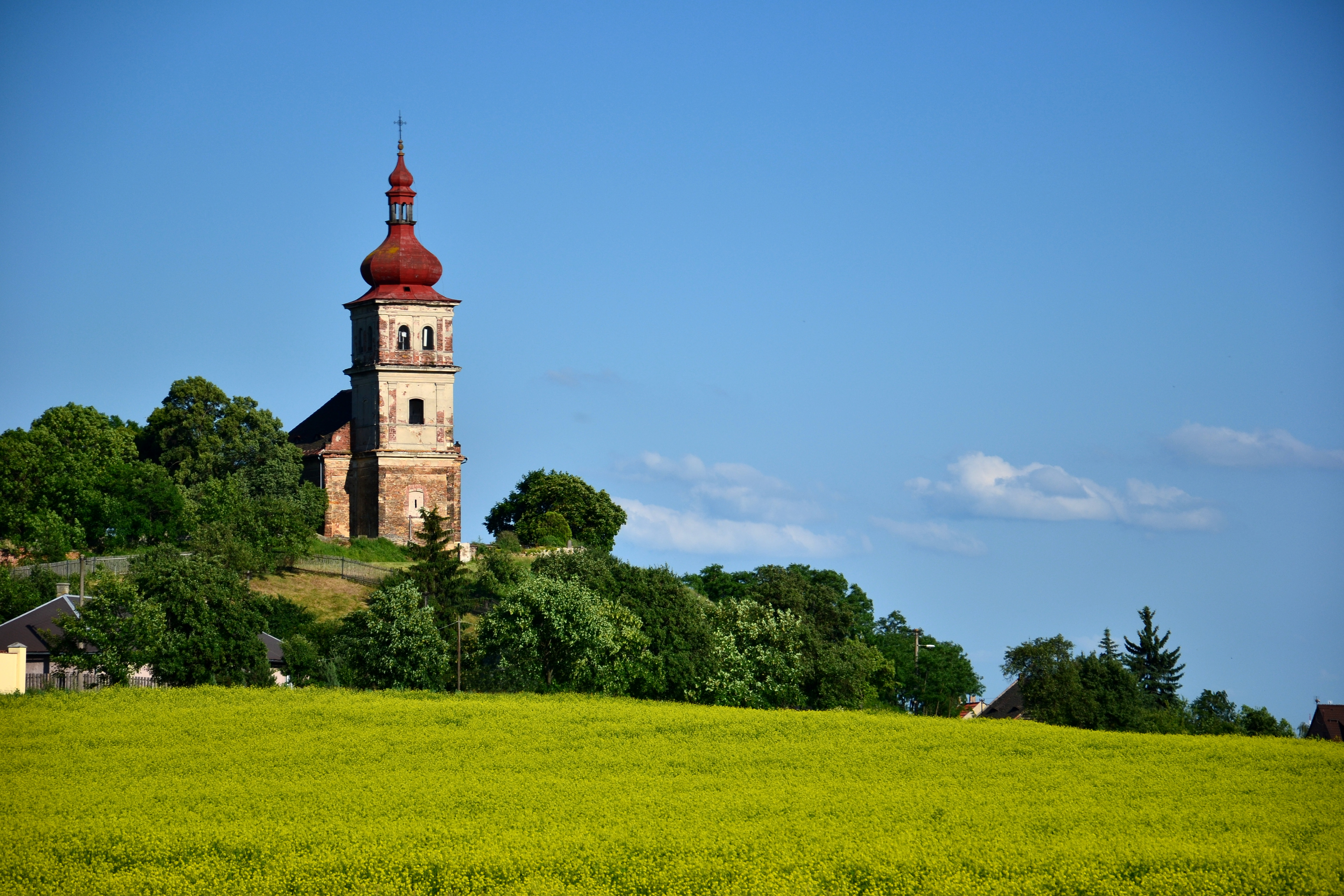
Kirche von Pritschapl

Die Pfarrkirche St. Matthäus in Přečaply (Pritschapl) steht auf einem Hügel, 301 Meter über dem Meeresspiegel. Die erste Erwähnung soll bereits aus dem 11. Jahrhundert sein. Im Heimatbuch von 1888 wird erwähnt, dass die Kirche unter kaiserlichem Patronat stehe. Der Altarbogen ist mit den Worten Gott sei mit uns und wir in Gott beschriftet. Am 23. Mai 1969 wurde dort die letzte Messfeier gehalten.

### Demographie
Bis 1945 war Eidlitz  überwiegend von Deutschböhmen besiedelt, die vertrieben wurden.
| Jahr | Einwohner | Anmerkungen                                                    |
| ---- | --------- | -------------------------------------------------------------- |
| 1845 | 0755      | in 143 Häusern, darunter 40 Häuser mit israelitischen Familien |
| 1850 | etwa 800  | [ 8 ]                                                          |
| 1930 | 2452      | [ 9 ]                                                          |
| 1939 | 2201      | [ 9 ]                                                          |

| Jahr      | 1950 | 1961 | 1970 | 1980 | 1991 | 2001 | 2011 |
| --------- | ---- | ---- | ---- | ---- | ---- | ---- | ---- |
| Einwohner | 1182 | 1250 | 1051 | 856  | 842  | 873  | 917  |

## Sehenswürdigkeiten
- Schloss Údlice[10]
- Kreuzerhöhungskirche
- Neuer jüdischer Friedhof